# Élections législatives de 1910 dans l'Ain
Les élections législatives dans l'Ain ont lieu les dimanches 24 avril 1910 et 8 mai 1910. Elles ont pour but d'élire les députés représentant le département à la Chambre des députés pour un mandat de quatre années.

## Mode de scrutin
L'élection se fait donc au scrutin d'arrondissement, soit un mode uninominal majoritaire à deux tours. 
La circonscription pour l'élection est l'arrondissement. 
Le scrutin est individuel, chaque arrondissement élisant un député. 
Les arrondissements qui ont plus de cent mille habitants sont divisés. Dans ce cas on élit un député par circonscription électorale créée.
Seul l'arrondissement de Bourg-en-Bresse est divisé en deux.
L'article 18 précise qu'il faut réunir pour être élu au premier tour :
1. La majorité absolue des suffrages exprimés ;
2. Un nombre de suffrages égal au quart des électeurs inscrits.

Au deuxième tour la majorité relative suffit. En cas d'égalité c'est le plus âgé qui est élu.

## Députés sortants et députés élus
|   | Circonscription   | Député sortant  |  | Parti | Député élu      |  | Parti |
| - | ----------------- | --------------- |  | ----- | --------------- |  | ----- |
| 1 | Belley            | Eugène Héritier |  | PRRRS | Eugène Héritier |  | PRRRS |
| 2 | Bourg-en-Bresse-1 | Victor Authier  |  | PRRRS | Pierre Goujon   |  | RI    |
| 3 | Bourg-en-Bresse-2 | Paul Bozonet    |  | PRRRS | Paul Bozonet    |  | PRRRS |
| 4 | Gex               | Ernest Crépel   |  | PRRRS | Ernest Crépel   |  | PRRRS |
| 5 | Nantua            | Eugène Chanal   |  | PRRRS | Eugène Chanal   |  | PRRRS |
| 6 | Trévoux           | Adolphe Messimy |  | PRRRS | Adolphe Messimy |  | PRRRS |

## Résultats

### Résultats à l'échelle du département
| Parti          | Parti                                            | Premier tour | Premier tour | Second tour | Second tour | Sièges |
| Parti          | Parti                                            | Voix         | %            | Voix        | %           | Sièges |
| -------------- | ------------------------------------------------ | ------------ | ------------ | ----------- | ----------- | ------ |
|                | Parti républicain, radical et radical-socialiste | 47 986       | 61,14        | 20 771      | 65,99       | 5      |
|                | Parti républicain démocratique                   | 9 194        | 11,71        | 9 743       | 30,96       | 0      |
|                | Radicaux indépendants                            | 8 448        | 10,76        |             |             | 1      |
|                | Sans étiquette                                   | 6 263        | 7,97         | 0           |             |        |
|                | Action libérale populaire                        | 4 320        | 5,50         | 0           |             |        |
|                | Section française de l'Internationale ouvrière   | 2 114        | 2,69         | 960         | 3,05        | 0      |
|                |                                                  |              |              |             |             |        |
| Inscrits       | Inscrits                                         | 105 399      | 100,00       | 39 081      | 100,00      | 6      |
| Votants        | Votants                                          | 80 475       | 76,35        | 31 554      | 80,74       |        |
| Abstentions    | Abstentions                                      | 24 924       | 23,65        | 7 527       | 19,26       |        |
| Blancs et nuls | Blancs et nuls                                   | 1 991        | 2,47         | 80          | 0,25        |        |
| Exprimés       | Exprimés                                         | 78 484       | 97,53        | 31 474      | 99,75       |        |

## Résultats par arrondissement

### Arrondissement de Belley
| Candidats      | Candidats         | Étiquette      | Premier tour | Premier tour | Second tour | Second tour |
| Candidats      | Candidats         | Étiquette      | Voix         | %            | Voix        | %           |
| -------------- | ----------------- | -------------- | ------------ | ------------ | ----------- | ----------- |
|                | Athanase Martelin | ARD            | 9 194        | 49,75        | 9 743       | 49,10       |
|                | Eugène Héritier * | PRRRS          | 9 127        | 49,39        | 10 098      | 50,90       |
|                |                   |                |              |              |             |             |
| Inscrits       | Inscrits          | Inscrits       | 23 613       | 100,00       | 23 613      | 100,00      |
| Votants        | Votants           | Votants        | 18 663       | 79,04        | 19 841      | 84,03       |
| Abstention     | Abstention        | Abstention     | 4 950        | 20,96        | 3 910       | 15,97       |
| Blancs et nuls | Blancs et nuls    | Blancs et nuls | 183          | 0,98         | 0           | 0           |
| Exprimés       | Exprimés          | Exprimés       | 18 480       | 99,02        | 19 841      | 100,00      |

*sortant

### Arrondissement de Bourg-en-Bresse

#### 1recirconscription
| Candidats      | Candidats        | Étiquette      | Premier tour | Premier tour |
| Candidats      | Candidats        | Étiquette      | Voix         | %            |
| -------------- | ---------------- | -------------- | ------------ | ------------ |
|                | Pierre Goujon    | RI             | 8 448        | 60,48        |
|                | Victor Authier * | PRRRS          | 5 521        | 39,52        |
|                |                  |                |              |              |
| Inscrits       | Inscrits         | Inscrits       | 17 862       | 100,00       |
| Votants        | Votants          | Votants        | 14 188       | 79,43        |
| Abstention     | Abstention       | Abstention     | 3 674        | 20,57        |
| Blancs et nuls | Blancs et nuls   | Blancs et nuls | 212          | 1,53         |
| Exprimés       | Exprimés         | Exprimés       | 13 969       | 98,46        |

*sortant

#### 2ecirconscription
| Candidats      | Candidats      | Étiquette      | Premier tour | Premier tour |
| Candidats      | Candidats      | Étiquette      | Voix         | %            |
| -------------- | -------------- | -------------- | ------------ | ------------ |
|                | Paul Bozonet * | PRRRS          | 7 911        | 64,68        |
|                | Guillermin     | ALP            | 4 320        | 35,32        |
|                |                |                |              |              |
| Inscrits       | Inscrits       | Inscrits       | 17 355       | 100,00       |
| Votants        | Votants        | Votants        | 12 950       | 74,62        |
| Abstention     | Abstention     | Abstention     | 4 405        | 25,38        |
| Blancs et nuls | Blancs et nuls | Blancs et nuls | 719          | 5,55         |
| Exprimés       | Exprimés       | Exprimés       | 12 231       | 94,45        |

*sortant

### Arrondissement de Gex
| Candidats      | Candidats       | Étiquette      | Premier tour | Premier tour |
| Candidats      | Candidats       | Étiquette      | Voix         | %            |
| -------------- | --------------- | -------------- | ------------ | ------------ |
|                | Ernest Crépel * | PRRRS          | 4 101        | 100,00       |
|                |                 |                |              |              |
| Inscrits       | Inscrits        | Inscrits       | 6 564        | 100,00       |
| Votants        | Votants         | Votants        | 4 400        | 67,03        |
| Abstention     | Abstention      | Abstention     | 2 164        | 32,97        |
| Blancs et nuls | Blancs et nuls  | Blancs et nuls | 299          | 6,79         |
| Exprimés       | Exprimés        | Exprimés       | 4 101        | 93,21        |

*sortant

### Arrondissement de Nantua
| Candidats      | Candidats             | Étiquette      | Premier tour | Premier tour | Second tour | Second tour |
| Candidats      | Candidats             | Étiquette      | Voix         | %            | Voix        | %           |
| -------------- | --------------------- | -------------- | ------------ | ------------ | ----------- | ----------- |
|                | Eugène Chanal *       | PRRRS          | 4 826        | 43,77        | 5 660       | 48,66       |
|                | Marie-Gabriel Boccard | PRRRS          | 4 086        | 37,06        | 5 013       | 43,09       |
|                | René Nicod            | SFIO           | 2 114        | 19,17        | 960         | 8,25        |
|                |                       |                |              |              |             |             |
| Inscrits       | Inscrits              | Inscrits       | 15 468       | 100,00       | 15 468      | 100,00      |
| Votants        | Votants               | Votants        | 11 237       | 72,65        | 11 713      | 75,72       |
| Abstention     | Abstention            | Abstention     | 4 231        | 27,35        | 3 755       | 24,28       |
| Blancs et nuls | Blancs et nuls        | Blancs et nuls | 211          | 1,88         | 80          | 0,68        |
| Exprimés       | Exprimés              | Exprimés       | 11 026       | 98,12        | 11 633      | 99,32       |

*sortant

### Arrondissement de Trévoux
| Candidats      | Candidats      | Étiquette      | Premier tour | Premier tour |
| Candidats      | Candidats      | Étiquette      | Voix         | %            |
| -------------- | -------------- | -------------- | ------------ | ------------ |
|                | Donat Bollet * | PRRRS          | 11 003       | 58,91        |
|                | Decurtyl       | DIV            | 6 263        | 33,53        |
|                | Janin          | PRRRS          | 1 411        | 7,56         |
|                |                |                |              |              |
| Inscrits       | Inscrits       | Inscrits       | 24 537       | 100,00       |
| Votants        | Votants        | Votants        | 19 037       | 77,59        |
| Abstention     | Abstention     | Abstention     | 5 500        | 22,41        |
| Blancs et nuls | Blancs et nuls | Blancs et nuls | 360          | 1,89         |
| Exprimés       | Exprimés       | Exprimés       | 18 677       | 98,11        |

*sortant